# Klenzauer See
Der Klenzauer See liegt nördlich des Dorfes Klenzau, Gemeinde Bosau im Kreis Ostholstein in Schleswig-Holstein. Er liegt in der hügeligen Moränenlandschaft Holsteinischen Schweiz – eingerahmt von Endmoränenzügen.
Der Klenzauer See wurde in den 1930er Jahren zur Gewinnung von Weideland trockengelegt. 1995 erfolgte der Rückbau der Trockenlegungsmaßnahmen – wodurch der See 1996 wiederhergestellt war. Noch heute sieht man die Bäume im See, die nach der Flutung abgestorben sind. Zur Erinnerung an die Renaturierung wurde ein Gedenkstein nahe der Abzweigung der K33 an einem kleinen Picknickplatz aufgestellt.
Der See ist länglich-oval mit einer Länge von etwa 500 Metern und einer Breite von etwa 200 Metern. Er hat eine Größe von zirka zehn Hektar und ist mit einer maximalen Tiefe von etwa einem Meter sehr flach. Er wird nicht befischt oder beangelt und steht unter Naturschutz.
Vom Rastlebener See fließt dem See die Liensfelder Au zu, die ihn zur Majenfelder Au und über diese in die Schwartau entwässert.

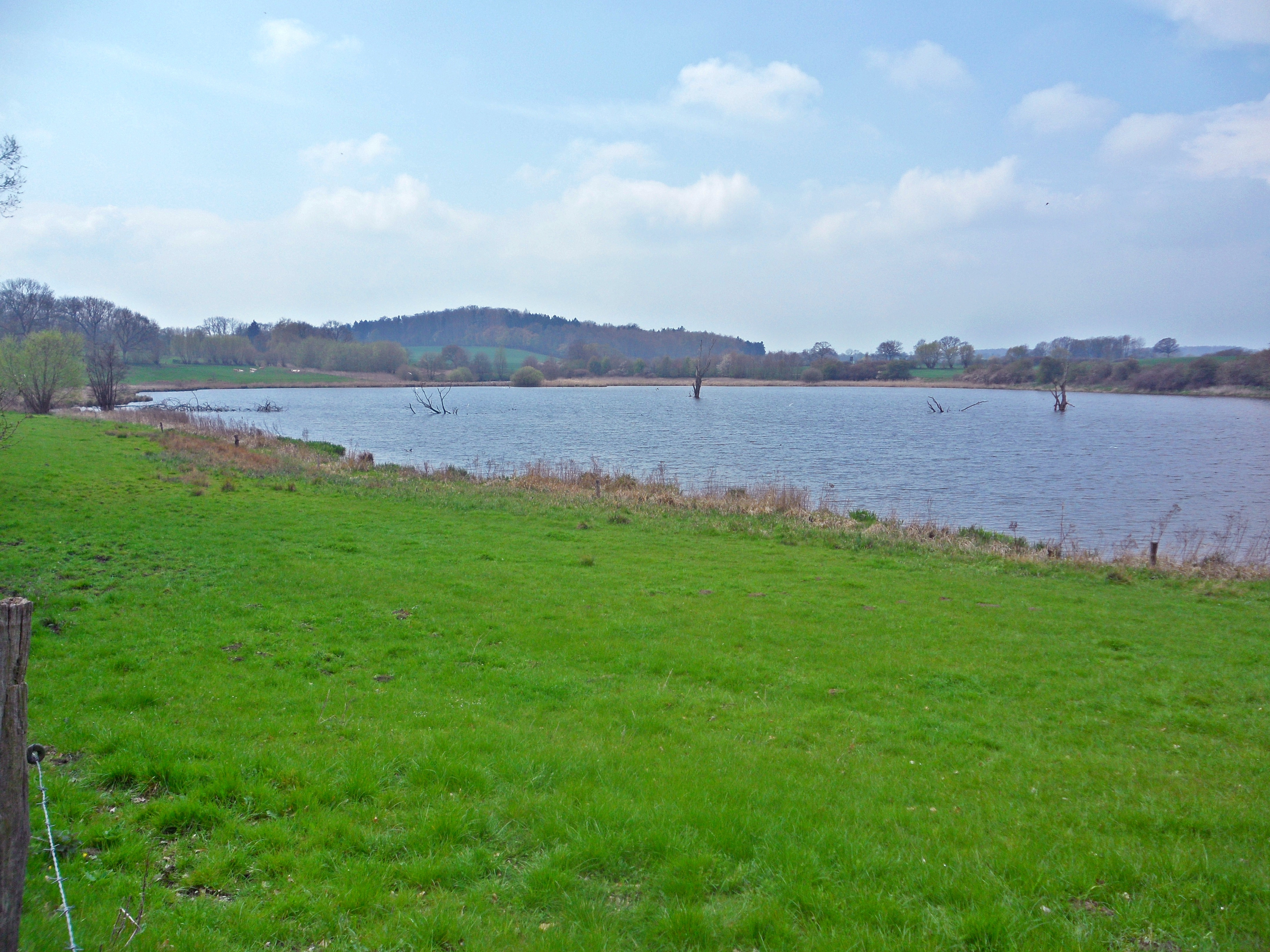
Bäume im See

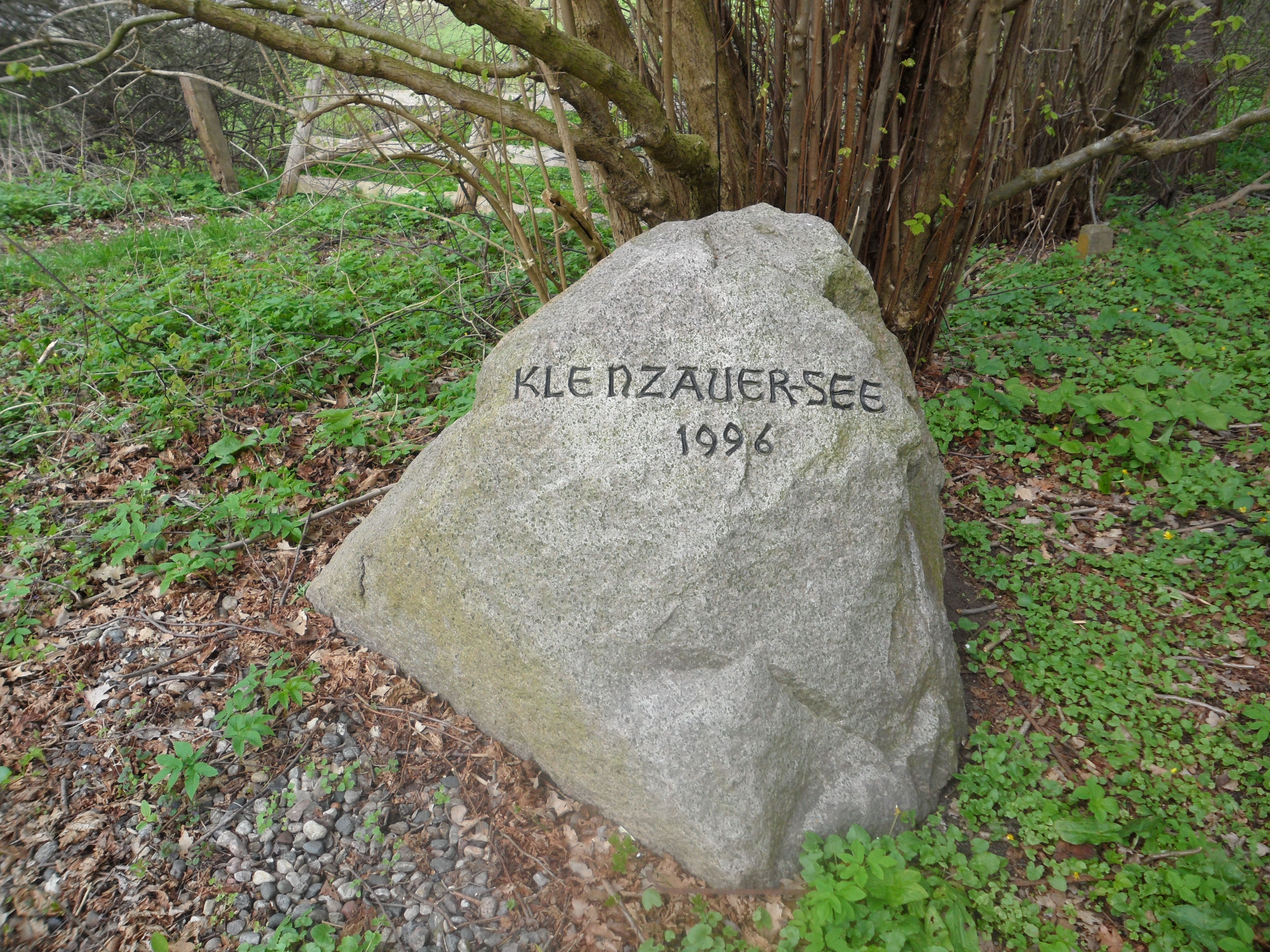
Renaturierung 1996